# نهر غابين العلياء (أبشار)
نهر غابين العلياء (بالفارسية: نهرگبین علیا) هي منطقة سكنية تقع في إيران في أبشار. يقدر عدد سكانها بـ 78 نسمة بحسب إحصاء 2016.